# Basques
Pour les articles homonymes, voir Basque.
- + 1,000,000
- +100 000
- +10 000

Les Basques constituent un peuple autochtone implanté principalement dans le Pays basque, à cheval sur le sud-ouest de la France et le nord de l'Espagne. Une forte émigration historique a engendré une diaspora basque, principalement établie en Amérique du Sud.
Plusieurs caractéristiques anthropologiques et biologiques sont à l'origine de leur singularité, telles que la langue, composante incontournable et indissociable, unique isolat européen et la seule langue vivante pré-indo-européenne d'Europe de l'Ouest, la Lingua Navarrorum (langue des Navarrais ou « euskara »), une assez forte endogamie, quelques caractéristiques génétiques, le partage de traditions, de religion et du folklore, un champ de communication, l'auto-identification ainsi qu'une concentration territoriale, alors même que les fondements d'une histoire commune sont à géométrie variable.
Les Basques (ou Euskariens en français), qui ont pour ancêtres les Vascons et les Aquitains, sont des Euskaldunak quand ils « possèdent » la langue basque ou des Euskotarrak, un néologisme souvent mentionné mais rarement utilisé, quand ils se définissent comme ethniquement basques, s'exprimant en erdara avec ou sans le basque, ou simplement des Euskal herritarrak, des citoyens vivant au Pays basque.
Cependant, même si le mode de vie est similaire à celui qui existe en Europe, les Basques sont politiquement divisés entre les modérés, défenseurs de la culture basque mais favorables au projet européen, et les radicaux qui prônent une hypothétique indépendance de l’Euskal Herria.

## Ethnonymie

### Attestations
Au Ier siècle, l'ethnonyme Vascon-es, -um (masc. pluriel), « les Vascons », est attesté, en latin, chez Pline l'Ancien (Naturalis historia, 3, 22) ; il désigne le « peuple qui habitait les deux versants des Pyrénées (les Basques) ». On le trouve aussi dans Juvénal (Satires, 15, 93).
Au Ve siècle, Paulin de Nole utilise le toponyme Vascon-ia, -iae « Pays des Vascons » (Carmina, 10, 202), l'adjectif vasconic-us, -a, -um « des Vascons » (Carmina, 10, 217) et l'expression Vascone saltu « par les Pyrénées » (Carmina, 10, 311).
Les Barscunes

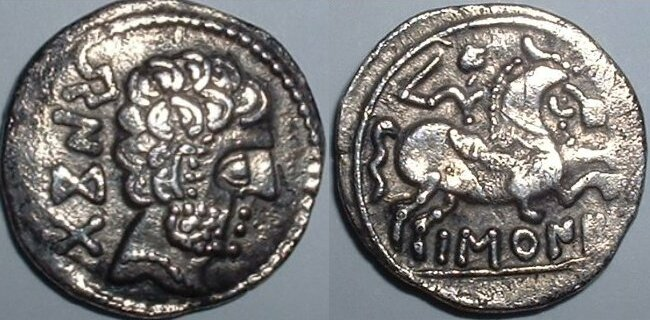
Pièces de monnaie des.

Aux IIe et Ier siècles av. J.-C., plusieurs pièces de monnaie ont été trouvées dans le nord de l'Espagne, avec l'inscription Barscunes écrite avec un alphabet ibérien. Leur origine géographique n'est pas identifiée avec certitude mais les historiens [Qui ?] avancent l'hypothèse de la région de Pampelune ou de Roquefort, régions où se situaient les Vascons durant cette période.
Les Auscii
Parmi les peuples aquitains, les Romains comptaient les Ausques (Auscii) qui ont donné le nom de la ville d'Auch dans le Gers (ancienne Elimberrum, en basco-aquitain « ville neuve » ) et dont l'ethnonyme semble également venir de la même racine[réf. nécessaire]. Les Auscii sont mentionnés par Jules César et Pline l'Ancien. La forme Auscenses est attestée chez Sidoine Apollinaire, au Ve siècle.

### Étymologie
Le mot « basque » dérive du latin, lui-même dérivant d'un élément *wsk- qui a donné *eusk- (au sud) et *esku- (au nord). On trouve les formes Basco en gascon et Vasco en espagnol.
L'ethnonyme « Vascones » a également donné leur nom aux Gascons.
L'approche latine du /w/ soutient que la consonne labio-vélaire s'est typiquement transformée en une consonne occlusive bilabiale voisée c'est-à-dire le /b/ exprimé en gascon et en espagnol, probablement sous l'influence du basque et de l'aquitain (une langue liée au vieux basque et parlée dans la Gascogne antique). Ceci explique le calembour : « Beati Hispani quibus vivere bibere est », attribué à Scaliger, et qui se traduit par « Que les Ibères romains soient bénis, eux pour qui la vie (vivere) c'est boire (bibere) ».
Une autre théorie avance que Vasco signifierait « de la terre boisée », déduction faite à partir du mot basque moderne basoko composé de baso- « forêt » et du suffixe -ko signifiant « de » (complément du nom). Par exemple Basoko piztiak se traduit par « les animaux de la forêt ». Cette étymologie populaire est aujourd'hui totalement refusée par les linguistes.

### Usage contemporain
En basque, les Basques se définissent comme des euskaldunak, qui signifie à la fois « Basque » et « bascophone ». Euskaldun est formé de l'adjectif euskal- (« basque » ) et du suffixe -dun (« qui possède »), ainsi euskaldun signifie littéralement « celui qui possède la langue basque, qui parle basque ; locuteur basque ». 
Il existe deux définitions de l'identité basque :
- La première considère qu'être basque, c'est avant tout parler basque quelle que soit son origine, par conséquent les étrangers qui l'apprennent deviennent des euskaldunak.
- La seconde, plus large, englobe ceux qui se considèrent comme basques mais sans être obligatoirement bascophone[1]. Pour désigner ces derniers, un néologisme a été inventé au XIXe siècle, avec le mot euskotar (ou euskotarrak au pluriel) qui signifie qu'une personne est ethniquement basque, qu'elle parle ou non le basque[16].

Tous ces mots proviennent du mot basque utilisé pour nommer leur langue : Euskara. 
Des chercheurs ont reconstitué la prononciation et le vocabulaire du basque antique. Alfonso Irigoyen pense que le mot euskara vient du verbe signifiant « pour indiquer » en basque antique, soit enautsi prononcé (esan en basque moderne), et du suffixe -(k)ara (« manière (de faire quelque chose »). Euskara signifierait ainsi littéralement la « manière de dire » ou la « manière de parler ». Cette hypothèse serait confirmée dans le livre espagnol Compendio Historial écrit en 1556-1566 par l'auteur Esteban de Garibay de Vasco, qui a enregistré le mot originel de la langue basque en tant qu’enusquera, mais ce n'est pas certain.
Au XIXe siècle, le chef nationaliste basque Sabino Arana a pensé qu'il y avait un euzko originel à partir de la racine eguzkiko (« du Soleil ») issue d'une religion solaire. Il créa par la suite le néologisme Euzkadi pour désigner un Pays basque indépendant. Cette théorie sur la racine eguzkiko est fortement remise en question aujourd'hui.

## Histoire des Basques

Carte de la Novempopulanie.

Les Vascons n'étaient pas les seuls ancêtres des Basques actuels. Les provinces basques occidentales étaient le territoire des :
- Vardules ou Bardyetes en province du Guipuscoa et dans l'est de l'Alava ;
- Caristes ou Conisci en Biscaye et dans l'ouest de l'Alava ;
- Autrigons ou Allotriges à l'extrême ouest de la Biscaye et de l'Alava.

### Nationalisme

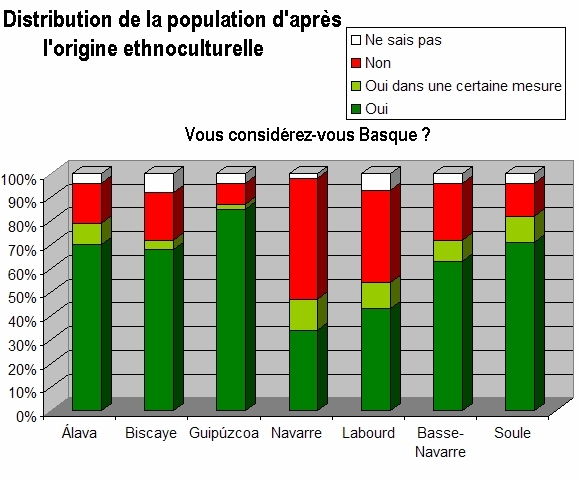
Appartenance identitaire au Pays basque.

Entourés par des locuteurs de langues indo-européennes romanes, les Basques, historiquement, parlaient une langue (et beaucoup la parlent encore) qui était non seulement non romane mais non indo-européenne. Cela les distinguait de leurs voisins, puis en tant qu'élément du renouvellement de l'identité nationale basque, l'idée ibérienne de « limpieza de sangre » (« la propreté du sang ») a été adaptée par Sabino Arana, fondateur du Parti national basque. Ce dernier a propagé l'idée que les Basques étaient un peuple différent des peuples voisins. Beaucoup de jeunes Basques, particulièrement en Espagne, sont fortement nationalistes, s'identifiant plus fermement comme ethniquement basques que comme citoyens espagnols ou français. Enfin, une dernière frange, autour d'ETA et de la gauche basque, est marxiste révolutionnaire.
Le nationalisme prend différentes formes ; il va du simple engagement citoyen (Batera, ikastola pour certains parents), en passant par l'implication politique (EAJ-PNV de tendance démocrate chrétienne, EA ou Eusko Alkartasuna, Abertzale, Herri Batasuna, Ekaitza), par des liens informels (Liens entre nationalistes basques et bretons) à l'épreuve de force entre les partis (ETA ou Euskadi ta Askatasuna, GAL ou Groupes antiterroristes de libération, Kale borroka).
En effet, la seule question semblerait de savoir si le terme de « groupe ethnique » est trop faible, ou si on ne devrait pas plutôt favoriser le terme de « nation ». De nos jours, en tant qu'Européens vivant dans un secteur fortement industrialisé, les différences culturelles des Basques avec le reste de l'Europe sont brouillées. La vie culturelle est différente à bien des égards, mais le mode de vie est similaire ; malgré tout, l'idée d'appartenir à un peuple ou une nation demeure très forte, de même que l'identification à leur patrie. Même parmi de nombreux Basques qui ont émigré vers d'autres régions de l'Espagne, de France, ou du monde, on remarque une forte appartenance à l'identité basque. Cependant, les distinctions les plus fortes entre les Basques et leurs voisins traditionnels sont génétiques, culturelles et linguistiques
Euzko Abendaren Ereserkia est l'hymne national basque. Il ne doit pas être confondu avec l'Eusko Gudariak (« Les soldats basques ») qui est l'hymne de l'armée basque (Eusko Gudarostea), ou avec le Gernikako Arbola (« L'arbre de Guernica »), hymne carliste écrit par José María de Iparragirre.
La fête nationale basque n'est pas une date fixe car elle se fête généralement le dernier dimanche de mars, le jour de Pâques. C'est l'Aberri Eguna ou le Jour de la Patrie basque. Elle fut créée à Pâques 1932, lors d'une grande manifestation à Bilbao, à la suite du refus espagnol de rétablir les fors.
On parle souvent d'appartenance ethnoculturelle au Pays basque, car il est donné aux gens de décider d'appartenir à une communauté culturelle. La réalité est complexe car s'il y a des bascophones et de lignée basque qui se considèrent Espagnols ou Français, il y a des Andalous qui vivent au Pays basque et se sentent Basques. Un frère peut se prétendre français et sa sœur basque. Le développement identitaire, les rapports sociaux ainsi que des repères historiques et actuels peuvent décider de l'orientation personnelle et de l'acceptation d'un concept communautaire transnational ou national. En France, la confusion de la nationalité ethno-culturelle et de la citoyenneté brouille la situation.

## Linguistique

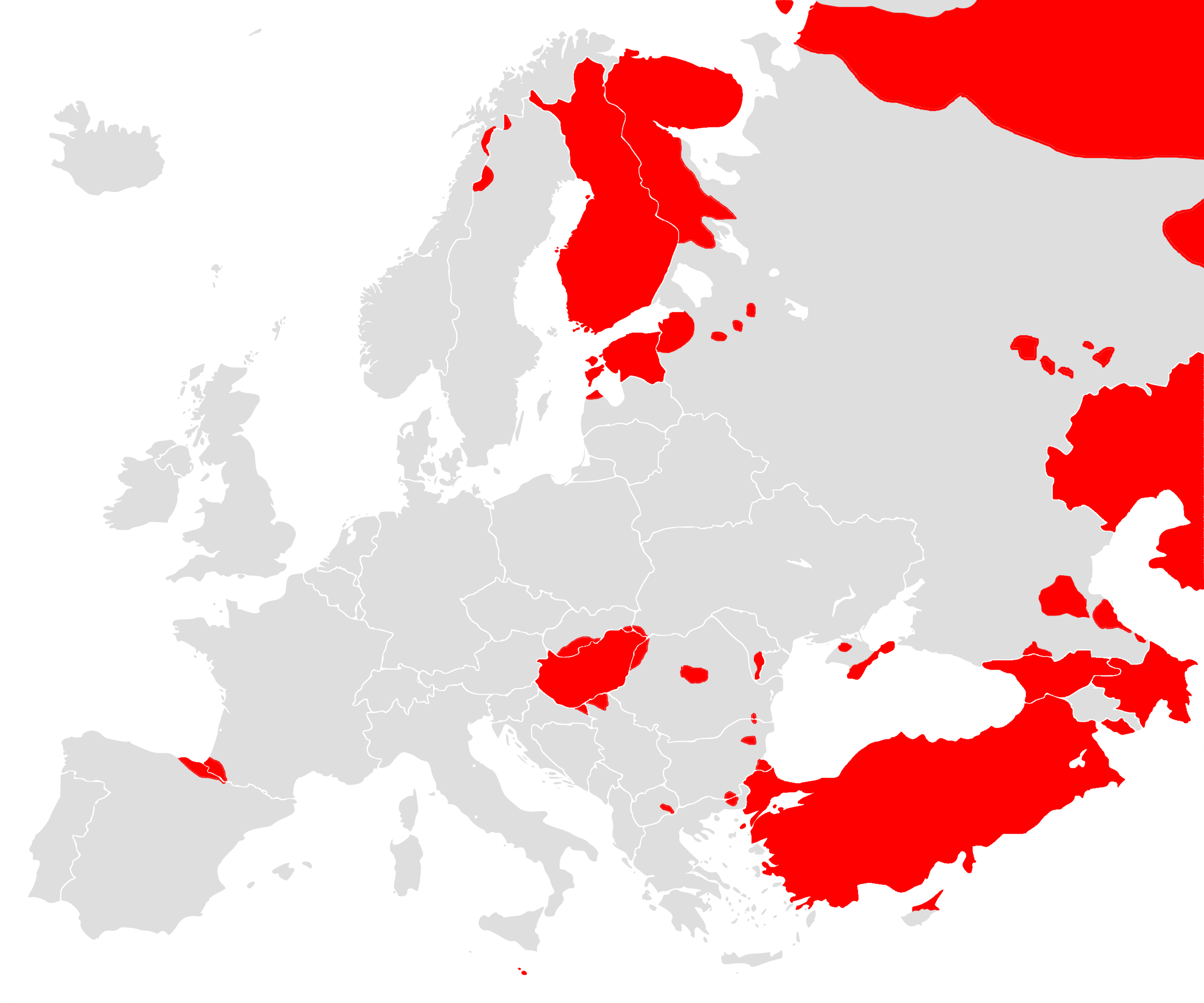
Langues non Indo-européennes en Europe.

La question des origines de la langue basque se pose d'une manière particulière du fait de son caractère isolé et de ses différences structurelles par rapport à d'autres langues, qu'elles soient géographiquement proches ou non.
Avec le développement de la linguistique comparée, des linguistes ont tenté de relier le basque à d'autres familles de langues en faisant des scénarios historiques, des chronologies ainsi que des comparatifs. Ces comparaisons, n'ont jusqu'à ce jour pas réuni de consensus scientifique.

## Génétique

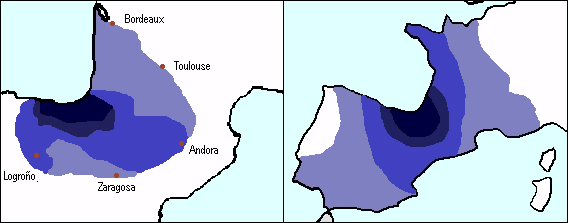
Comparaison linguistique et génétique du peuple basque.
À gauche : limite d'extension du basque.
À droite : carte génétique des populations d'Europe de l'Ouest d'après Bertrand Petit.

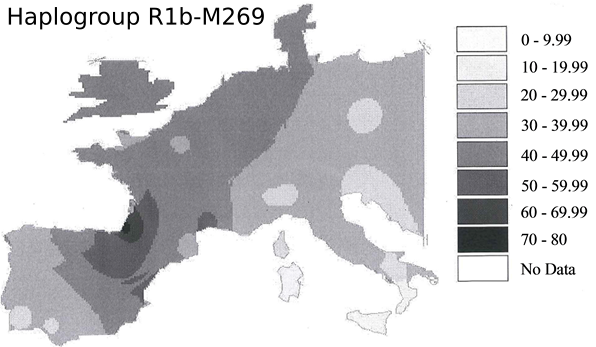
Distribution de l'haplogroupe R1b-M269

Comme pour le reste du territoire français, les populations présentes dans cette région sont caractérisées par l'arrivée au néolithique d'agriculteurs venus d'Anatolie qui se sont mélangés avec la population locale de chasseurs-cueilleurs. Il a ainsi été suggéré que les Basques et leur langue peuvent être liés à la propagation de l'agriculture à travers l'Europe. L'étude du génome autosomal montre que les populations de langue basque comportent, en effet, une plus forte ascendance de fermiers néolithiques que les populations voisines, et montrent certaines particularités génétiques communes avec les populations sardes qui pourraient s'expliquer par cette composante ascendante.
De manière identique à l'Ouest de la France, le Pays basque voit environ 2.000 avant notre ère le remplacement de 40 % des ancêtres présents et de près de 100 % de ses chromosomes Y par des personnes d'ascendance steppique. Les études de paléogénétique montrent que, pendant l'âge du fer, cette ascendance steppique s'est répandue non seulement dans les régions parlant des langues indo-européennes, mais aussi dans les régions non indo-européennes. Elles révèlent que les Basques actuels sont mieux décrits comme étant une population typique de l'âge du fer sans les adjonctions qui ont ensuite affecté le reste de la péninsule Ibérique,. Ainsi, les Basques modernes se superposent génétiquement aux populations de l'âge du fer, montrant des niveaux substantiels d'ascendance steppique. Ils représentent seulement un isolement récent avec des goulots d'étranglement de l'ADN-Y après les mouvements de population de l'âge du fer à l'époque romaine. L'haplogroupe R-DF27, un sous-clade de R-M269 haplogroupe très présent parmi les populations celtiques, se manifeste jusqu'à 74 % chez les Basques.
Ces résultats sont compatibles avec un scénario dans lequel la France atlantique au sud de la Loire partage l'héritage des Basques de l'âge du fer, tout en divergeant de celui des Basques, probablement en raison de niveaux plus élevés de flux génétiques associés à des migrations entrantes ultérieures (par exemple, invasions germaniques) ou simplement par l'isolement dû à l'éloignement des autres régions du nord et de l'est.

## Répartition géographique
La plupart des Basques vivent dans les sept provinces historiques du Pays basque (20 747 km²) et se répartissent entre la France et l'Espagne, sur les deux versants des Pyrénées et au bord de l'océan Atlantique (golfe de Gascogne).

### Démographie
Un des instruments de base pour étudier la composition démographique est la pyramide des âges ; en l'absence de recensements ethniques en France et en Espagne il s'agira de la pyramide des âges de la population du Pays basque et non de sa composante ethnique basque. Ce graphique ne ressemble pas à une pyramide, mais un losange élargi. Les plus de 65 ans dépassent de loin les moins de 15 ans. Les Basques sont non seulement le peuple le plus vieux d'Europe, mais après l'Italie, la région a la population la plus vieille de toute l'Europe. Durant les 30 dernières années, la pyramide des âges a subi un grand changement. Si, en 1975, les moins de 19 ans représentaient 35,4 % de la population, en 1999 ce chiffre a été réduit de moitié à 18,9 %. Par province, le Labourdin est le plus jeune et Souletin le plus vieux (37 % des Labourdins sont nés hors du Pays basque). Dans les années 1990, on a constaté pour les 7 provinces un solde négatif de 13 695 personnes entre les décès et les naissances avec un taux de naissances de 8,1 par 1 000 habitants. Il y a eu une légère remontée durant ces dernières années mais pas assez pour assurer le renouvellement démographique, chaque femme devant avoir 2,1 enfants. C'est une faible immigration récente (depuis 1998) qui empêche la population totale de baisser[réf. nécessaire].

### Immigration
L'évolution de la population a fortement changé le visage ethnique du Pays basque. Les chantiers navals et les industries métallurgiques avaient besoin de beaucoup de main- d'œuvre au milieu du XIXe siècle alors pour y remédier, on fit appel aux travailleurs espagnols. Le Pays basque qui avait tout au long de son histoire vu passer les peuples sur son territoire, et les siens partir vers le nouveau monde, vit pour la première fois un grand afflux migratoire sur son territoire.
En 1877, la Biscaye, qui comptait 190 000 habitants, va augmenter de 48 % à 311 000 en moins de vingt-cinq ans, alors que l'Alava augmentera de seulement 3 000 personnes. Cette émigration espagnole vivait dans des conditions de travail difficiles et s'entassait dans des chabolas, sortes de bidonvilles nouvellement créées. Ils étaient discriminés et appelés péjorativement les Maketos. Cependant, ces travailleurs immigrants furent si nombreux qu'un clivage rural nationaliste conservateur basque confronta celui d'une industrialisation urbaine socialiste espagnole, et c'est ainsi que la donne politique, démographique et linguistique du Pays basque changea. Ce flux migratoire va se poursuivre, et une partie des ouvriers basques va rejoindre le socialisme, créant un nouveau clivage entre Basques. Malgré tous ces changements, les patrons des institutions financières et des grandes industries seront toujours très majoritairement basques.
De 1950 à 1975, la population biscayenne va cette fois-ci doubler passant de 570 000 à 1 140 000 habitants et, au Guipuscoa, de 375 000 à 675 000. De 1955 à 1965, l'arrivée d'immigrés est égale à celle durant le siècle antérieur, et le taux d'urbanisation devint supérieur à 80 % dans les années 1980.
Le visage ethnique se diversifie et l'hispanisme continue de grandir sous Franco. En 1975, les descendants directs des Basques avant l'industrialisation de 1880 représentent moins de la moitié de la population totale du Pays basque.
Avec l'arrivée au pouvoir du PNV en 1978, une nouvelle loi pragmatique surgit avec l'article 7 du statut d'autonomie qui dispose : que toute personne ayant établi sa résidence administrative dans la région jouira de la qualité de Basque. Cette redéfinition sera à l'origine de l'intégration des populations immigrantes dans la CAB, car aujourd'hui 38 % des fils d'immigrants espagnols se disent basques d'abord contre 92 % pour les descendants basques. Par contre seulement 43 % se considèrent basque au Labourd et 34 % en Navarre, où respectivement on se sent d'abord plus français et navarrais (espagnol ou basque ensuite). La migration au Pays basque français fut négative, beaucoup de Basques vont faire leur vie ailleurs comme à Bordeaux ou Paris, tandis que de nombreux retraités français s'installent depuis vingt-cinq ans sur la côte. Quant à la Navarre, elle a plutôt subi une migration des régions rurales vers ces centres urbains. L'Alava et la Navarre ont rattrapé leur retard économique dans les années 1960 à 80.
Un tiers des immigrants après quinze ans de vie dans la CAB se considère plus basque qu'espagnol (Statistiques similaires que l'on retrouve chez les immigrants canadiens). 38 % des immigrants sont déjà en faveur d'une quasi ou complète indépendance après cinq ans, et 35 % disent apprendre le basque.
Plusieurs facteurs peuvent expliquer cette intégration mesurée par l'Ikuspegi, Observatoire basque d'immigration :
1. une société civile basque qui s'éloigne de plus en plus des deux extrêmes que sont les pro-Madrid et les pro-ETA ;
2. un certain nationalisme basque qui ne se cache pas de vouloir intégrer ses immigrants. La preuve est que les immigrants pro-basque ont tendance à être plus radicaux que les Basques de souche, comme Juan Paredes Manot, membre d'ETA, fusillé en 1975 et qui n'était au Pays basque que depuis dix ans ;
3. une bonne santé économique en Hegoalde comparé à ses voisins est sûrement un gage de futur et de sécurité pour toute la société civile basque qui vote pour le même parti depuis trente ans et qui se basquise tranquillement tant que la prospérité est au rendez-vous.

Cependant, les problèmes inhérents pour les immigrants au Pays basque sont les mêmes qu'ailleurs. Depuis cinq ans, de nouveaux immigrants venus d'Amérique latine et d'Afrique s'installent principalement en Biscaye et au Guipuscoa, et la crise économique argentine a poussé de nombreux membres de la diaspora basque à revenir au Pays.

### Diaspora
Durant tout le XIXe siècle, avec un très haut taux de natalité, la population d'environ 120 000 habitants en Iparralde resta stable du fait de la perte de 90 000 Basques qui émigrèrent. Aujourd'hui, on estime à 15 millions le nombre de personnes ayant une ascendance basque après cinq siècles d'émigration vers l'Amérique. Simón Bolívar et Che Guevara en sont deux exemples célèbres. La majorité d'entre eux se sont assimilés aux sociétés qui les ont accueillis et ont coupé leurs liens avec le Pays basque. Cependant, il reste de nombreux patronymes d'origine basque. Parmi cette diaspora, quelques milliers de gens se définissent comme étant d'origine ethnique basque tout en restant nationalement attachés au pays dans lequel ils sont nés,.
L'émigration s'est pratiquement arrêtée dans les années 1960[réf. nécessaire].
Les membres de la diaspora vivent principalement dans les pays suivants[réf. nécessaire] :
- Colombie, dans la région d'Antioquia à Medellin : 40 % des habitants d'Antioquia seraient d'origine basque (2 800 000 personnes), faisant de cette région colombienne le lieu ayant la plus grande concentration de descendants basques dans le Monde, dépassant le Pays basque lui-même. Le cycliste Santiago Botero et le chanteur connu Juanes, tous deux nés à Medellin, ont un patronyme basque.

Entre 1640 et 1859, 18,9 % des habitants de la Colombie étaient d'origine basque ; aujourd'hui plus de la moitié de la population colombienne aurait des ancêtres basques.
- États-Unis (nord-ouest) : 58 000.
- Allemagne : 31 000.
- Mexique : 21 000.
- Argentine : 15 000.
- Uruguay : 11 000.
- Australie : 10 000.

Les Euskal etxeak (« maisons basques ») se chiffrent par centaines ; ces associations proposent des activités socio-culturelles et favorisent les échanges entre la diaspora et la Communauté autonome basque, ainsi qu'avec les municipalités du reste du Pays basque. Nombreux sont les chorales et les danseurs traditionnels qui parcourent l'Amérique pour faire découvrir leur culture régionale par l'intermédiaire des Euskal etxeak[réf. nécessaire].

### Patronymes basques
En France, 800 000 personnes ont un patronyme basque (1,3 % de la population totale) et 4 400 000 en Espagne (13 % de la population totale). En France, la plus forte concentration de noms de famille basques se trouve dans le département des Pyrénées-Atlantiques. De plus, le gouvernement basque (CAB) a recensé plus de 10 100 patronymes basques ou noms de famille en les croisant avec le recensement électoral national, en Euskadi et dans d'autres communautés autonomes. Donc la vaste majorité des personnes ayant un patronyme basque aujourd'hui sont des personnes unilingues espagnoles ou françaises et qui vivent hors du Pays basque. Cependant, la forte majorité des 1 120 000 personnes vivant en Hegoalde et ayant un nom basque peuvent exprimer avec plus de facilité leur basquitude, et sont le plus souvent bascophones[réf. nécessaire].
Les études de José Aranda Aznar indiquent que 55 % des Navarrais avaient un nom basque alors que le pourcentage est plus bas en Biscaye (40 %) et en Alava (37 %). Cela prouve qu'il n'y a pas de corrélation entre le fait de se considérer basque et le patronyme basque car c'est en Navarre que le taux d'appartenance à se considérer basque est le plus faible des sept provinces[réf. nécessaire].

## Institutions
Les fors (ou fueros en espagnol) sont des chartes conclues entre les Basques et le roi. Ces contrats déterminaient avec une grande précision toutes les libertés dont les Basques pouvaient jouir sans que le roi intervienne. Cela concernait le quotidien de chacun, tels que les marchés, les foires, les impôts et les obligations militaires. Quant au roi, lors de son couronnement, il jurait de respecter les différents fors et se devait de le refaire en présence des Basques en faisant le tour des vallées et villages. Les diverses provinces basques ont généralement considéré leurs fors comme équivalents à une constitution, comme des droits acquis ou de reconnaissances. Ces lois ont été maintenues par des assemblées démocratiquement élues (juntes ou juntas), et un grand soin était pris pour s'assurer de l'honnêteté du scrutin. Il n'était pas rare qu'un pêcheur préside des réunions dans lesquelles des nobles espagnols prenaient part[réf. nécessaire].
La démocratie directe à base familiale fut appliquée de facto bien longtemps avant ses voisins limitrophes. Les terres appartenaient à la collectivité et étaient gérées par les ancêtres, et non sous la tutelle d'un suzerain. Un syndic s'occupait de gérer les terres incultivables en donnant le droit aux paroisses de les utiliser suivant un mode de gestion juste et équitable pour tous. Quant aux terres cultivables, leur usage était privé (avec un droit de propriété), mais elles étaient gérées par toute la famille, symbolisée par la maison, et pas seulement par le maître de maison. Tous les dimanches, après la messe, les assemblées paroissiales regroupant tous les maîtres de maison répartissaient entre eux les droits d'usage sur les terres communes, et décidaient collectivement des divers droits appartenant à la communauté, des dépenses des communes de la paroisse, des emprunts, des taxes à payer. Cette démocratie directe a prouvé son efficacité durant des siècles. Mais c'est au sein même de l'unité familiale que cette dynamique démocratique prenait forme. L'etxeko-jaun ou maître de maison avait le privilège de participer à l'administration de toute la communauté paroissiale dans un système de démocratie directe. Chaque paroisse déléguait par la suite des représentants à l'assemblée générale (juntas) de la vallée ou de la province qui avait une compétence politique, législative, administrative et financière. Sous la présidence d'un bailli, les rapports du pays avec la royauté, les doléances à présenter au roi étaient discutés.
Les fors en Hegoalde[Quoi ?] furent supprimés par Madrid à la fin de la troisième guerre carliste en 1876, et en Iparralde [Quoi ?] par les autorités révolutionnaires en 1789.

### Structure familiale
Cependant, avant même que les fors soient signés, les Basques géraient leurs affaires internes selon des codes bien précis :
- le droit d'aînesse, qui sera pratiqué jusqu'à l'âge industriel, forçait les pauvres paysans basques, habituellement les plus jeunes, à émigrer vers l'Espagne, la France ou les Amériques. Comme l'aîné héritait de tout, les plus jeunes n'avaient que le choix de s'exiler pour subvenir à leurs besoins (tels que saint François Xavier, et conquistadores comme Lope de Aguirre). Ces règles successorales mettaient sur un pied d'égalité autant les hommes que les femmes, car si l'aîné était une femme, elle héritait de tout.
- le droit familial était indivisible puisque le couple héritier devait vivre à égalité avec le couple des parents, et chaque enfant pouvait rester sur la ferme à condition d'y travailler.

### Système politique
Les Basques vivent sous quatre systèmes institutionnels, ceux de la Communauté autonome basque[Quoi ?], de la Navarre, de l'Espagne et de la France.
Les principaux partis politiques sont nombreux et différents :
- Pays basque français (Iparralde) : (Abertzaleen Batasuna, EAJ-PNB, PS, UDF, UMP) ;
- Navarre : Aralar, Batzarre (Zutik), Nafarroa Bai, Convergence de Démocrates Navarrais, Action Nationaliste Basque, EA, Gauche Unie de Navarre, Parti carliste d'Euskal Herria (es) ou EKA, PNB, PSOE et l'Union du Peuple Navarrais) ;
- CAB : Aralar, Eusko Abertzale Ekintza, EA, IU-EB-Berdeak, EKA, EAJ-PNB, PSOE, Parti Populaire.

### Système culturel
Cinq universités dont deux en Navarre et trois dans la CAB (Université publique de Navarre, de Navarre, du Pays basque, Deusto et de Mondragón) sont primordiales quant à la diffusion du savoir basque. L'euskerisation de l'Université du Pays basque pose des problèmes car les étudiants doivent connaître le basque. La langue et la culture basque sont aussi enseignées au Center for Basque Studies qui est une université situé à Reno.
160 Euskal Etxeak diffusent la culture basque à travers le monde. Le NABO ou North American Basque Organizations réunit trente associations aux États-Unis depuis 1973. Tous les ans, les Basco-américains se réunissent dans une ville où la diaspora est située.

## Culture

### Symboles
Il existe un grand nombre de symboles[réf. nécessaire] :
- la croix basque, ou Lauburu qui signifie « quatre têtes » en basque), est un symbole mythologique et se rapproche de la svastika. Il n'est pas spécialement basque mais a été privilégié pour l'emblématique basque depuis plusieurs siècles.
- le drapeau basque, ou Ikurriña qui signifie le drapeau, a été créé en 1894 par Sabino Arana ; il est considéré comme le drapeau national unique du peuple basque. On le trouve des deux côtés de la frontière.
- le Zazpiak Bat signifie « les sept (provinces) font un ». Cette devise a été créée en 1876 et figure sur les armoiries du Pays basque. Il est formé de six parties représentant chaque province, la Navarre et la Basse-Navarre ayant le même blason.
- l'Arrano beltza signifie « l'aigle noir ». Ce symbole basco-navarrais représente la puissance et la victoire du peuple basque. Considéré comme le roi des oiseaux, l'aigle est utilisé par de nombreuses nations comme animal emblématique. Il est actuellement utilisé par le secteur proche de ETA.
- le Gernikako Arbola est le chêne antique qui se tient dans la ville de Guernica devant la Casa de Juntas. Dans les fait, il s'agit d'une succession de chênes, de génération en génération. Celui du XXe siècle, qui avait survécu aux bombardements fascistes durant la guerre d'Espagne, est mort des suites de la canicule de 2003. Il a été remplacé. Les souverains espagnols juraient sous l'arbre et y confirmaient les libertés basques. L'arbre a longtemps été considéré comme le symbole et l'incarnation physique de ces libertés.

Le Lauburu.
Drapeau.
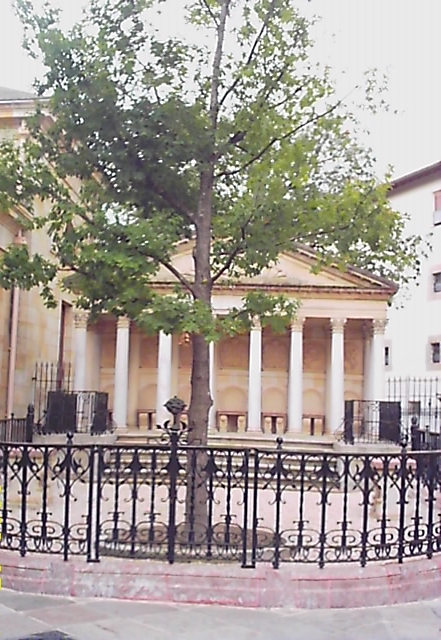
Arbre de Guernica (2006).
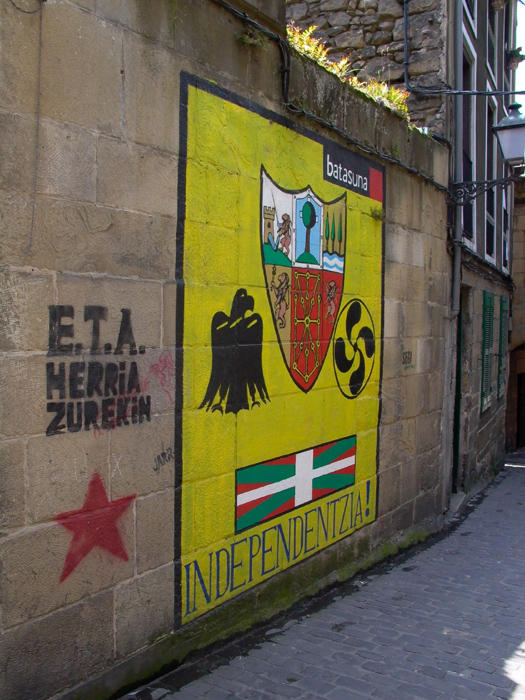
Symboles basques.

### Artisanat

#### Le béret basque
Le béret basque est d'origine béarnaise ; il est mentionné en 1461 dans un texte landais. Il servait d'abord aux bergers pour se protéger du froid et du soleil. Tricoté à partir d'un fil unique de 500 m, il acquit son « label basque » à Biarritz au début des années 1900 quand les touristes s'amusaient à le porter[réf. nécessaire].

#### Le linge basque
Le linge basque servait soit de linge vestimentaire, draps et nappes, soit de marregue ou mante à bœuf (une épaisse toile contre les mouches). Grâce à la culture du lin sur leurs parcelles de terre, des centaines de familles basques confectionnaient depuis le Moyen Âge des tissus à sept bandes bleues et rouges. Dans les années 1950, le coton anglais a mis à mal toute l'industrie souletaine[réf. nécessaire].
Il n'existe plus à ce jour que très peu de tisserands au Pays basque : les tissages Lartigue (site web)  Et les tissages Moutet (site web) en sont l'un des derniers. Depuis plus de quatre générations, cette entreprise perpétue le savoir-faire des tisserands d'autrefois.

#### Le Chistéra

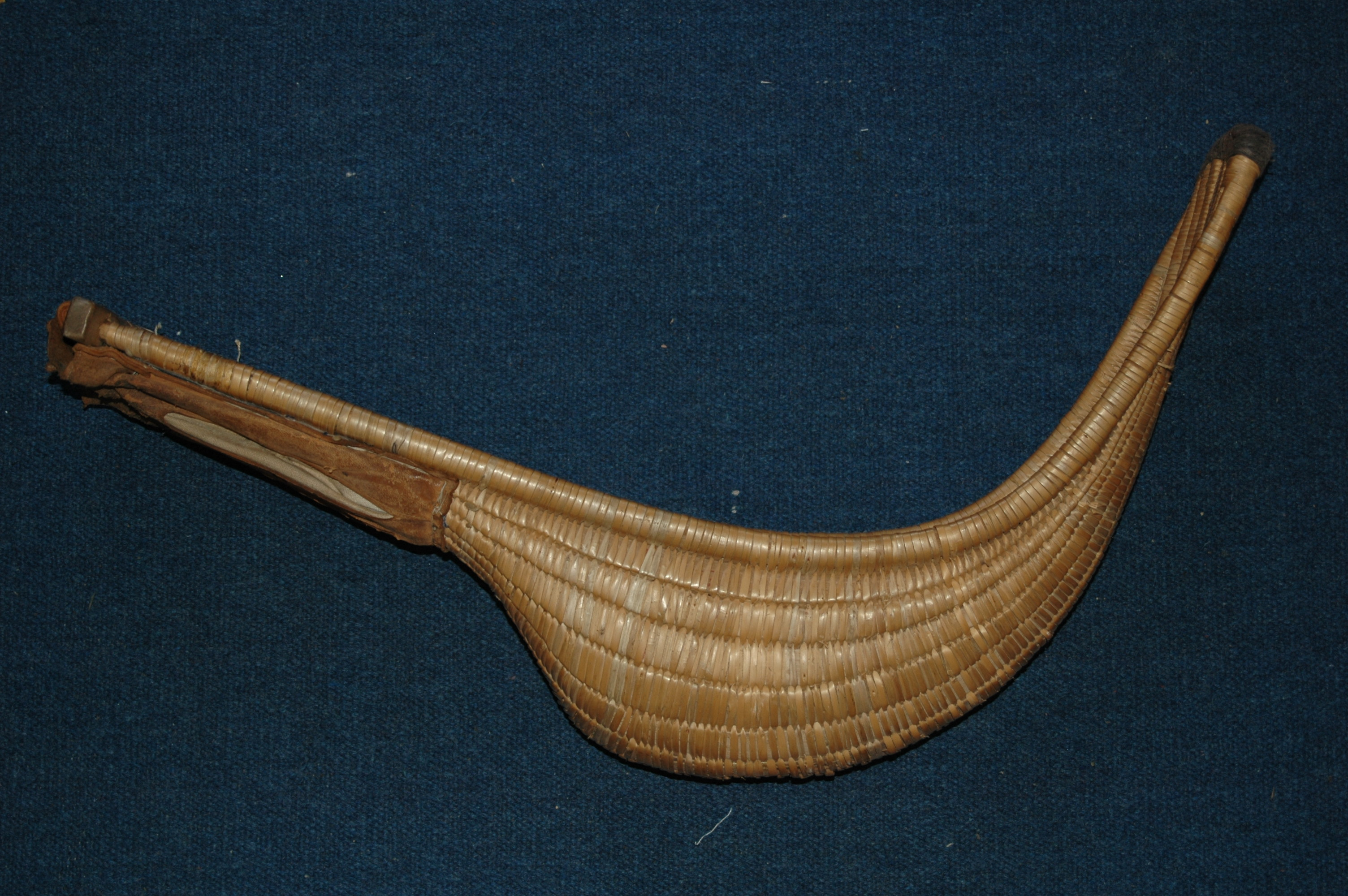
Chistéra.

Le chistéra est fait de paille tressée avec de fines lamelles de châtaignier en hegoalde[Quoi ?]. Il est conçu pour résister à l'impact de la pelote, contrairement à ceux en osier fabriqués à l'étranger[réf. nécessaire].

#### Lemakhila

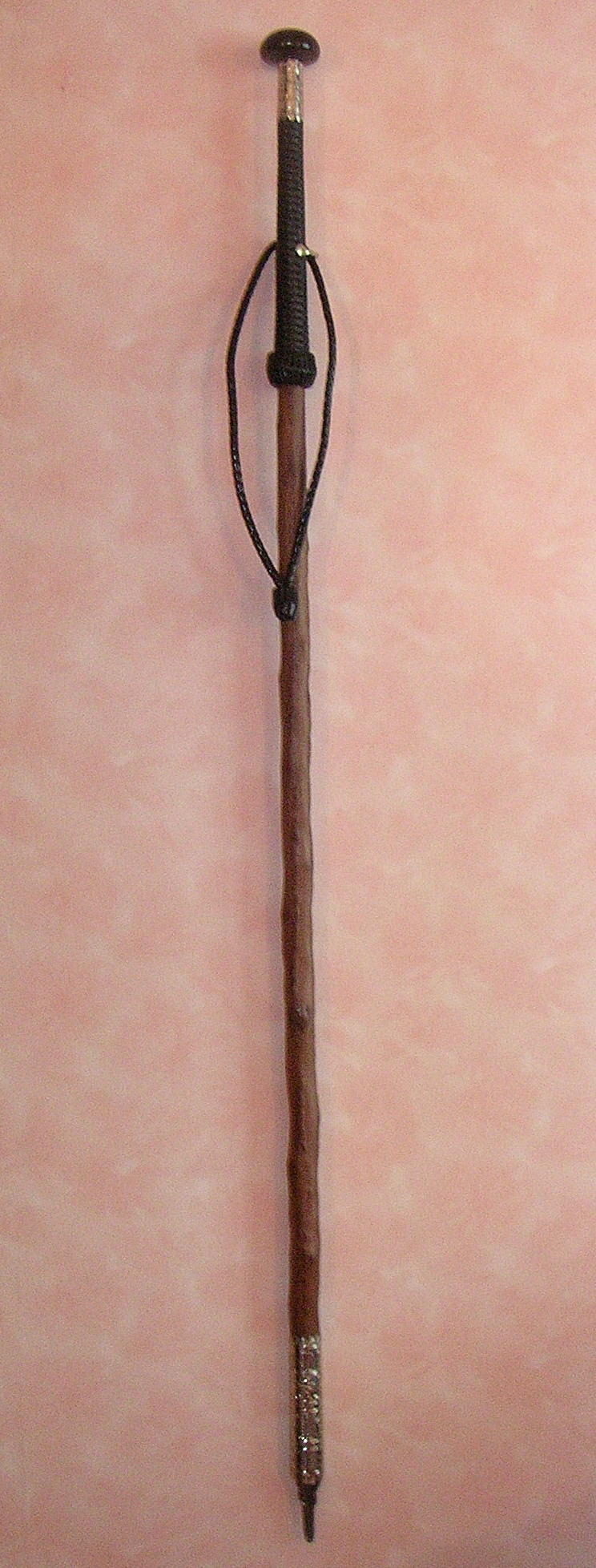
Makhila.

Le makhila (« le bâton » ; le mot pourrait venir du latin bacillus) est conçu dans du bois de néflier ; il est à la fois une canne de marche et une arme de défense avec un pic en acier caché sous une poignée de métal ou de cuir tressé surmontée d'un pommeau gravé. Aujourd'hui, c'est un objet décoratif, et la coutume veut qu'il soit présent dans la maison basque[réf. nécessaire].

#### Autres objets
Il y a d'autres objets en bois typique tels que le kaiku, récipient pour traire les brebis, et les jougs de bœufs. Le mobilier basque se distingue par son style et ses ornements particuliers : le züzülü, coffre qui sert de banc, reste le meuble le plus typique.
Les objets de cuir typiquement basques que sont la chahakoa, une gourde enduite de poix, et la pelote de cuir. La maroquinerie et le tannage ont constitué une tradition artisanale très ancienne, les éleveurs de moutons fournissant la matière première.
Ces dernières années, de jeunes artisans en poterie en émail blanc et ocre, et dans le travail du métal, ont revitalisé le secteur, surtout au Guipuscoa où se situent les anciens ateliers des forgerons.

### Architecture

#### La maison basque

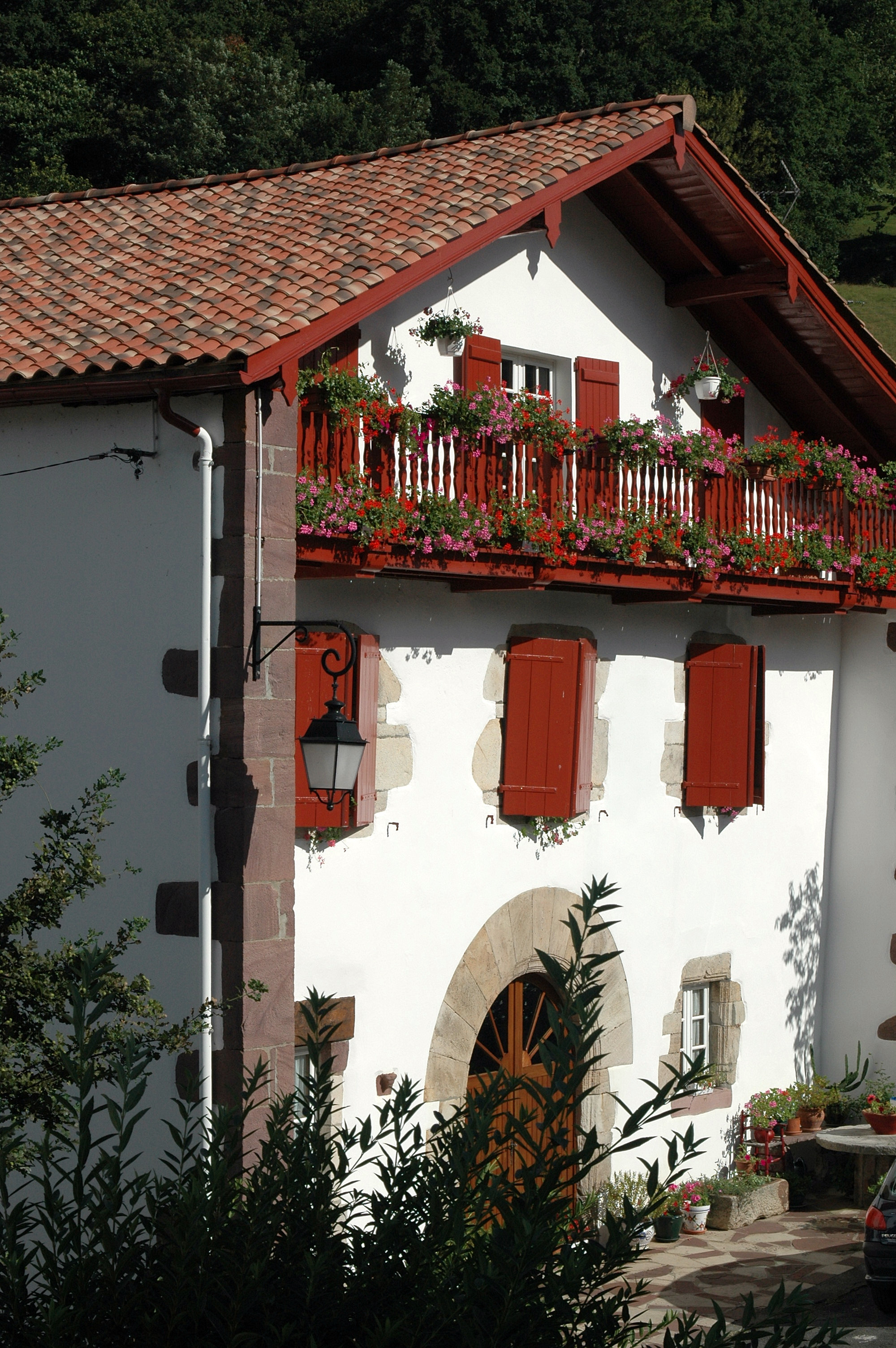
Maison basque de Basse-Navarre.

La maison basque ou etxea. Les Basques ont un attachement exceptionnellement étroit à leurs maisons. La grande majorité des maisons au Pays basque ont un nom qui reflète le lieu, ou la situation familiale. Plusieurs noms de famille basques parmi les plus communs peuvent être traduits comme ceux-ci : « au-dessus de la colline » ou « par le fleuve », car ils correspondent et sont en phase avec l'endroit où se trouve leur maison héréditaire. Avec le climat rude des montagnes, les Basques ont construit de grandes maisons, la façade principale au sud, sud-est avec la grange au rez-de-chaussée. Les animaux chauffaient par leur chaleur naturelle le premier étage dans lequel la famille vivait. Comme on peut le voir sur la photo, la grande porte d'entrée est une ancienne porte d'étable aujourd'hui rénovée.

#### Le fronton de pelote basque

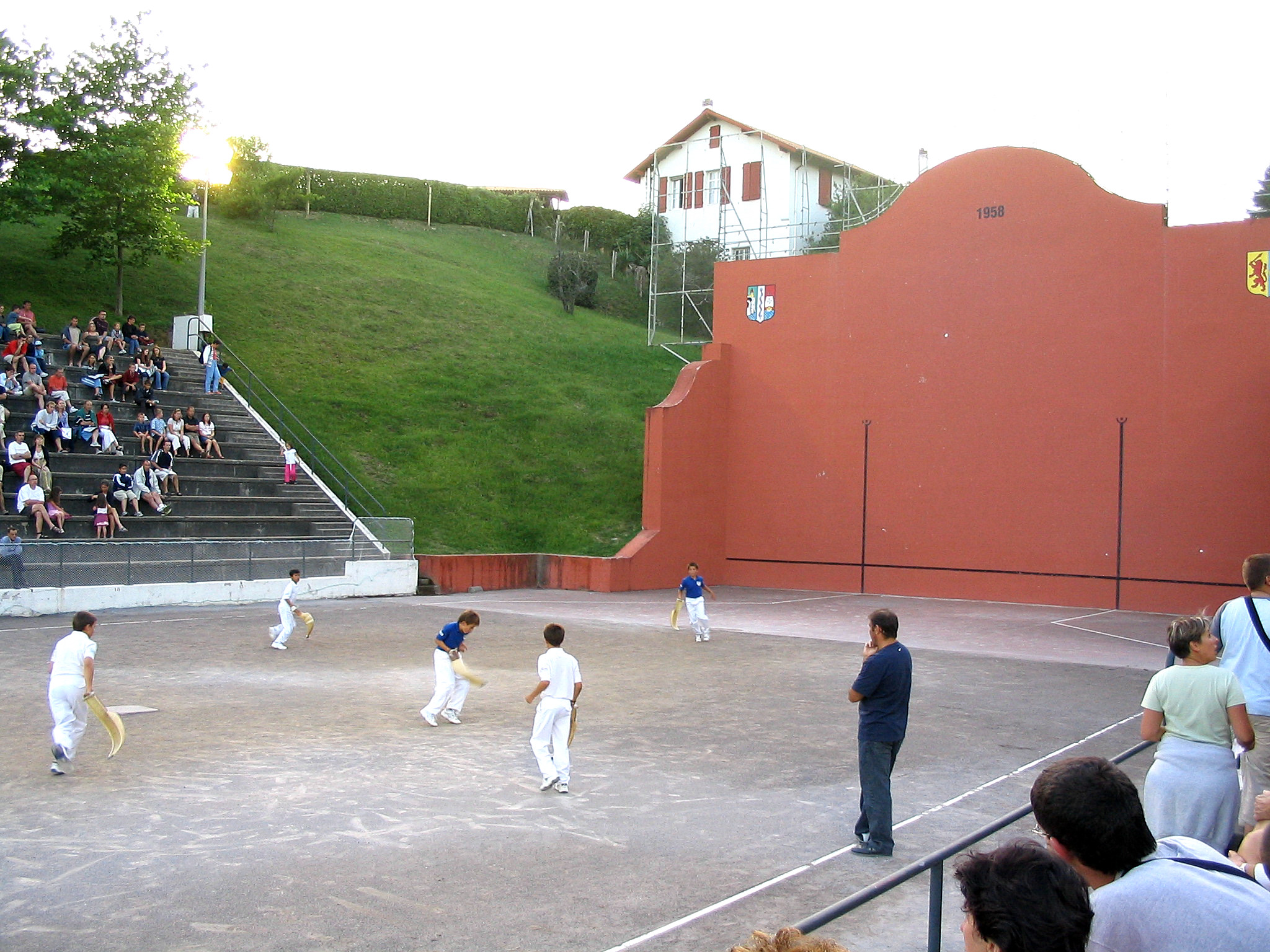
Fronton de Bidart.

Le fronton est un symbole très connu et indissociable du Pays basque. Chaque municipalité à le sien dans son centre, près de la mairie (Herriko-Etxea ou Udal-Etxea) ou de l'église. Les premiers frontons ont été construits au début du XVIe siècle et leur introduction correspond à la découverte par les européens des jeux de balle Mayas.

### Manifestations populaires
Il existe un grand nombre de fêtes au Pays basque, elles sont traditionnelles, religieuses, folkloriques, paganistes, sociales, participatives et même sportives, sans parler des festivals et autres activités de la vie moderne. Toutes les couches de la société sont ainsi satisfaites.

#### D'origine basque
- La force basque. Depuis des siècles, les villages s'affrontent avec diverses compétitions telles que le Soka Tira, jeu très populaire, ou le tir à la corde avec des équipes de dix personnes. L'Orga joko où une personne soulève une charrette et la fait pivoter. L' Aizkolariak où l'on coupe des troncs à la hache. Le Lastoabotatze où l'on lance une botte de paille le plus haut possible. Le Harri Altxatzea où l'on soulève des pierres de 300 kg. L' Esneketariak où l'on court le plus longtemps possible avec, dans chaque main, un bidon de lait de 40 kg. Le Zakulariak ou une dizaine de troncs doivent être sciés en temps record par deux bûcherons ; le porteur de sac où l'on porte en courant un sac de 80 kg sur les épaules ; le leveur de pierres ou Harri jasotzailea et le Lasto Altxari où l'on hisse le plus possible une botte de paille en 2 minutes.
- De Noël à Pâques, c'est le temps des carnavals ruraux ou Ihauteri dont l'ours est le roi. Il est l'ancêtre des hommes et le personnage central qu'il faut réveiller à coup de bâton et de cloches à la fin de l'hiver. Ces fêtes sont un moteur de la culture populaire basque où chaque village possède sa stratégie pour chasser les mauvais esprits. En Soule, les jeunes organisent des mascarades et des spectacles de rue avec des cloches dans le dos (yoaldunak) selon des rites dérivés du paganisme. Les ziripots, hommes en sac, sont les porteurs d'âmes. Ils imitent l'ours qui pète, son ventre ayant gonflé avec les âmes des personnes mortes durant l'hibernation. Il existe une dizaine d'autres personnages. Les Ihauteriak sont très différents des carnavals modernes, car ils se font certains jours, avec quelques secrets et même parfois ils sont interdits aux étrangers du village. D'ailleurs, des anthropologues s'y intéressent en tant que phénomène social européen unique. Les carnavals comme celui de Lantz, Alsasua ou Zalduondo sont les plus réputés.
- Herri Urrats, signifiant le pas du peuple en basque, est une manifestation festive annuelle réunissant plus de 70 000 personnes qui se déroule le deuxième dimanche du mois de mai depuis 1984. C'est une fête en faveur de l'euskara et des ikastolak, où les gens ordinaires, ou représentant une entreprise, font le tour du lac de Saint-Pée-sur-Nivelle et donnent la somme d'argent qu'ils désirent à chaque kilomètre pour Seaska. Seaska, fédération des écoles en langue basque en Iparralde, est composée de 18 écoles primaires, de 3 collèges et d'un lycée. Des gens viennent de partout au Pays basque et même d'Europe.
- Au solstice d'hiver, c'est l'Egun berriak ou le Noël basque. Olentzero, le charbonnier, descend de la montagne pour offrir des cadeaux aux enfants ; les villageois l'accompagnent en chantant dans les rues avant qu'il reparte. C'est une fête qui redevient populaire.

#### Autres festivités
- Tous les villages au Pays basque, organisent au moins une Fête ou Feria patronale annuelle en l'honneur de leur saint patron, regroupant diverses activités qui reflètent le village comme la fête du thon à Saint-Jean-de-Luz. D'autres fêtes, plus connues, rassemblent des millions de gens comme les fêtes de Bayonne en l'honneur de saint Léon ou de San Fermín à Pampelune en l'honneur de San Saturnin. Toutes ces fêtes sont les plus grands mouvements migratoires qui permettent aux Basques des deux pays de se rencontrer et de fêter ensemble sur les mêmes chansons.
- À la Sainte-Agathe, où l'on va chanter de maison en maison, un chanteur improvise les couplets en basque mais le refrain est repris en cœur par les habitants.
- Les courses de taureaux ou encierros et de vaches existent depuis fort longtemps au Pays basque. D'ailleurs Bayonne fut l'une des toutes premières villes à lâcher les toros dans ses rues dès 1289. La tradition voulait qu'autrefois les jeunes hommes défient les toros quand les éleveurs les emmenaient vers l'arène. Les encierros de San Fermin sont connus mondialement. Certains se pratiquent la nuit comme à Mendigorria pour le danger et le plaisir qu'ils procurent. Les blessures sont très fréquentes, voire les morts.
- La fête des rois du 6 janvier qui est le jour où les enfants reçoivent des cadeaux en Hegoalde. Les fêtes de la Vierge Marie du Monte Carmel ou de la Virgen del Carmen comportent une procession de marins à la mi-août où des gens costumés défilent dans les ports.
- Les corridas sont surtout populaires en Navarre, soit dans le sud de la Sierra Gorbeia et dans les grands centres urbains. En Navarre, chaque village a sa plaza de toros ou arène et c'est dans cette province que la corrida formelle et moderne fut inventée au XVIe siècle. La tauromachie se pratiquait à cheval, mais les paysans navarrais étaient trop pauvres pour en posséder. En Iparralde, la première corrida eut lieu seulement en 1852.

### Sports

#### Sports basques

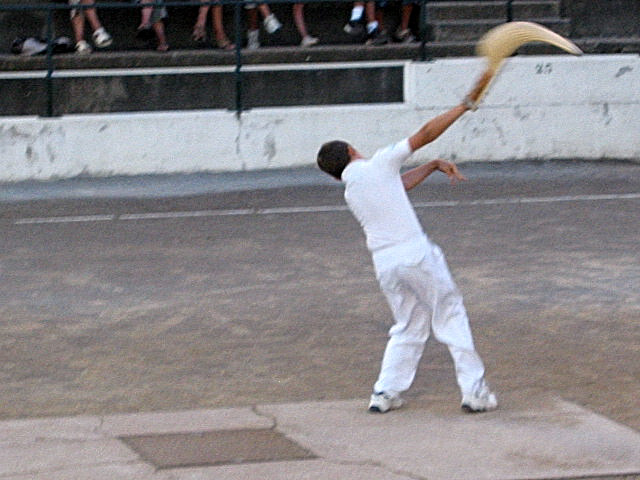
Joueur de chistéra.

De nombreux jeux sont originaires et ne sont pratiqués qu'au Pays basque, en Béarn ou au sud de Landes.
L'origine de la pelote basque est le jeu de paume. Pratiqué en France, il fut ensuite délaissé, sauf au Pays basque. On classe les jeux selon le terrain :
- Le trinquet, qui se joue partout dans le monde[réf. souhaitée], est un fronton couvert utilisant quatre murs. On y joue la main nue, la paleta cuir, le xare et la pasaka.
- Le jaï-alaï d'origine espagnole, se joue aussi à Cuba et en Floride, est un fronton couvert avec un mur à gauche et arrière. On y joue la cesta punta. De nombreux joueurs professionnels basques et cubains s'expatrient en Floride, où les paris sur les joueurs sont très populaires tout comme au Pays basque.
- La place libre est le fronton municipal situé en plein air où se jouent la pala, la paleta cuir, le joko garbi, la main nue et la chistéra.
- Le fronton avec un mur à gauche, couvert ou découvert, se dispute la main nue, la pala corta, la paleta cuir, le joko garbi et le frontenis.

Les estropadak sont des courses de traînières (trainura) ou aviron de mer, tradition basque de 130 ans issue des barques qui servaient à la chasse aux baleines dans le golfe de Biscaye depuis des siècles. La coutume voulait que le premier qui arrivait au port pouvait vendre le plus cher son poisson. La première course officielle eu lieu à Donostia en 1878. De nos jours, les régates se font avec des traînières pesant 200 kg et faites de fibres de carbone. C'est un sport de compétition de haut niveau. Il y a de 8 à 10 équipages, un seul d'Iparralde, formés de 14 personnes soit 13 rameurs et le patron (barreur) sur la poupe, qui font la course de façon intense pendant 20 à 25 minutes sur une distance de 3 milles nautiques. La course dans la baie de La Concha à Saint-Sébastien réunit tous les ans plus de 100 000 spectateurs. Les paris d'argent sont populaires durant tout le championnat des mois de juillet et août et les play-offs, en septembre.

#### Sports populaires
Il y a deux sports très populaires suivant que l'on vit du côté français ou espagnol.
Le rugby à XV est pratiqué en Iparralde avec, par exemple, les clubs du Biarritz olympique, ou celui de l'Aviron bayonnais, respectivement champion de France à cinq et trois reprises, et du Saint-Jean-de-Luz olympique rugby.
Le football est pratiqué en Hegoalde avec, par exemple, le club de l'Athletic Bilbao. La particularité de ce dernier est que tous les joueurs, peu importe leurs origines, se font imposer une des deux conditions suivantes : - soit être né au Pays basque français, espagnol ou en Navarre comme Bixente Lizarazu - soit avoir été formé dans un club basque. Il y a eu des exceptions, comme le Brésilien Biurrun faisant état d'une solide ascendance basque.
Les loisirs sont nombreux et très populaires grâce à la variété des paysages.
En montagne, les Basques, mais aussi les touristes, pratiquent la randonnée pédestre dans la réserve écologique d'Urdaibai ou sur les chemins de Compostelle, les balades à vélo de montagne à Lekunberri, les balades à cheval sur des pottoks ou du parapente dans les environs de Mendionde, du ski de fond dans la vallée d'Iraty, du rafting à Bidarray, de l'escalade sur le pic d'Aralar en Navarre, de la spéléologie dans la forêt des Arbailles, de la pêche en eau douce à Montory.
Autre sport populaire des deux côtés de la frontière, le cyclisme. Régulièrement, le Tour de France montre à des millions de téléspectateurs la ferveur des Basques qui brandissent des centaines d'Ikurriña le long de chaque étape. Composée aussi exclusivement de coureurs cyclistes basques et active entre 1994 et 2013, l'équipe Euskaltel-Euskadi est constituée de cyclistes professionnels considérés comme étant représentatifs de l'équipe nationale du Pays basque.
Les loisirs en mer tels que les sports nautiques à Zarautz, le canoë à Ibarranguelua, la pêche à Guétaria, la pêche à la pibale de nuit, la plongée sous-marine au pied du Jaizkibel à Hondarribia sont possibles, sans oublier la baignade à la plage.
Un sport qui a fait connaître le Pays basque dans le monde est le surf. La conjonction d'une forte houle venue du large et d'un fond abrupt fait jaillir de grandes vagues lorsque la lame heurte le fond. Biarritz et Mundaka sont deux villes connues mondialement dans le circuit du championnat de surf professionnel. Ces vingt dernières années, des industries, des associations environnementales et des écoles de surf ont changé la dynamique sportive des jeunes sur la côte basque. Aujourd'hui, le surf attire autant les jeunes que le rugby en Iparralde.
Outre le rugby, autre héritage de la domination anglaise durant trois siècles en Aquitaine, le golf fut un sport fortement développé par l'aristocratie européenne. Le golf du Phare, inauguré en 1888, avec les dix autres terrains de golf qui longent la côte basque sont des preuves de l'engouement pour ce sport. Ilbarritz, avec son spot de surf bien connu, a aussi une grande école d'entraînement faiseuse de champions basques.

### Chants, musique et danse
La musique moderne est aussi variée qu'ailleurs, cependant quelques instruments traditionnels lui donnent un son particulier tels que les flûtes Txistu et Txilibito, l'accordéon diatonique (trikitixa), la tambourine (pandero), le hautbois (dultzaina), des percussions (txalaparta Txalaparta), des tambourins (tamboril ou ttun-ttun), le supriñu, le musukitara et la clarinette (alboka).
Les Euskal dantzak existent sous 200 formes différentes. La plus célèbre est le fandango, mais chaque province à ses danses. La Biscaye a le Kaxarranka, Dantzari Dantza, Xemeingo Dantza (danza de Jeméin) et l’ezpata dantza ou danse de l'épée. Le Guipuscoa a l’Arku Dantza (des arcs), Zinta Dantza (du ruban), Kontrapas et la Sorgin Dantza (des sorcières). La Navarre a l’Otsagiko Dantzak (d'Ochogavía), Axuri Beltza, Luzaideko Ihauteria (carnaval de Lazaide), Sagar Dantza (de la pomme), Iribasko Ingurutxoa et Larrain Dantza. Et en Iparralde, il y a le Lapurdiko Ihauteria (carnaval du Labourt), Zuberoako Maskarada (mascarade souletine), les kaskarotak qui sont costumés avec des grelots, banderriak ou les porteurs d'Ikurriña, aurresku, ariñ-ariñ, joaldunak couverts d'une peau de mouton, brokel dantza, ziganteak ou les géants et bien d'autres.

### Littérature etbertsolari
La littérature orale basque avec ses contes traditionnels, son théâtre populaire, ses ballades et poésies lyriques ainsi que le bertsolarisme, phénomène d'improvisation de chants poétiques sur la place publique, sont les prémices de cet art dont Mattin Treku et Xalbador (Aire) fut l'un des illustres improvisateurs. Le premier livre basque fut écrit par un curé, le père Dechepare, qui écrivit un recueil de poésies en 1545. En 1571, J. Leizarraga traduisit le Nouveau Testament en basque. La littérature basque était fondamentalement religieuse jusqu'au milieu du XXe siècle. Aujourd'hui 1 500 livres sont produits chaque année, du conte pour enfants à l'essai politique. Les grands écrivains sont entre autres Miguel de Unamuno, Pío Baroja, Iribarren Rodríguez et Arturo Campión, Txillardegi, Jon Mirande, Bernardo Atxaga, Joseba Sarrionandia, Joxe Azurmendi, Itxarro Borda, Aurelia Arkotxa, Lurdes Oinederra…
- Littérature basque
- Liste d'écrivains basques, (eu) Poètes basques
- Bertsolarisme, Bertsolaris
- Basque (langue)
- Catégorie Culture basque

### Gastronomie
Les Basques sont toujours très fiers des produits qu'ils fabriquent ainsi que de leurs plats. Ils en font si fortement la promotion que même des étals entiers de grande surface en sont remplis. Outre les marchés, les foires aux fromages de Roncal à Burgi ou du jambon à Bayonne sont très prisées.
La réputation des grands chefs tels que Pedro Subijana, Andoni Aduriz, Eneko Atxa, José Ramón Elizondo ou Martín Berasategui place la cuisine basque comme une des plus représentatives et des plus importantes en Espagne, mais aussi à l'international.

### Autres
Le Mus est un jeu de carte populaire qui ressemble au Poker. Les Basques s'y adonnent, soit dans des championnats officiels et locaux, soit entre amis.

## Religion

### Mythologie
La religion que les Basques pratiquaient avant le christianisme est peu connue ; il en subsiste des légendes et quelques traditions.
Il est possible que la religion ait été centrée sur un génie féminin nommé Mari, accompagnée de nombreuses divinités de forme animale. Des mythes solaires et lunaires ainsi que la relation au ciel étaient aussi très présents dans tout le Pays basque.
Les légendes parlent aussi des Basajaunak « seigneurs de la forêt », et du dragon Erensuge.
Lors de l'introduction du christianisme, il fallut concilier beaucoup de légendes avec l'annonce de la naissance de Kismi (le Christ) et le suicide collectif des Jentilak qui possédaient de grandes capacités physiques et intellectuelles.
Aujourd'hui la Vierge Marie est toujours chantée à la fin de chaque messe, peut-être en référence à Mari[réf. nécessaire].
Ces croyances ont survécu jusqu'au XXIe siècle dans des histoires ou des légendes. Elles ont été utilisées par certains artistes basques (notamment Xabier Lezama).
En 1615, Guaman Poma, chroniqueur indigène du Pérou de l'époque de la conquête des Amériques, a écrit « Idolos de los ingas, Inti Huana Cauri Tombo Toco ». La déesse-mère des Basques s’appelle précisément : Loanna Gorri Anbotoko, prononcé aussi Mari Anbotoko.

### Christianisme

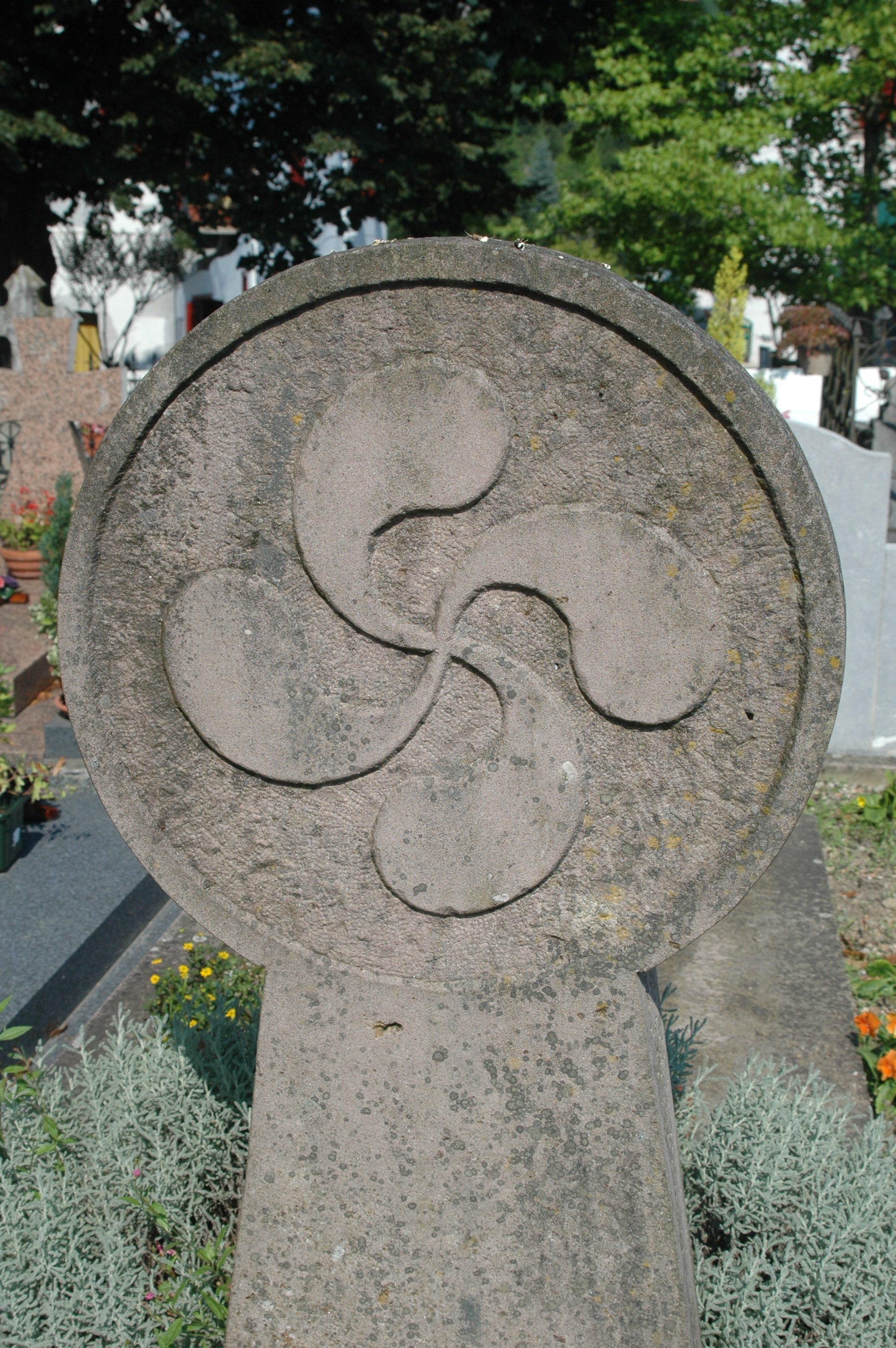
Stèle discoïdale avec Lauburu, cimetière d'Ainhoa.

Pendant la Révolution, dans les années 1793-1794, plusieurs prêtres basques se sont opposés aux idées républicaines et à la sécularisation ; certains furent suspendus.
Le clergé basque compte plusieurs personnages célèbres : Ignace de Loyola (fondateur des Jésuites), François-Xavier, le cardinal Etchegaray ou Xabier Arzalluz, ancien jésuite et ancien président du EAJ-PNV.
Les Basques affichent une forte pratique catholique. La religion est une part importante du calendrier des festivités. La Semaine sainte (Aste Nagusia en basque) donne lieu à des processions et invite les catholiques à la messe en Hegoalde[Quoi ?] alors que la Fête-Dieu se souligne en Iparralde[Quoi ?][réf. nécessaire].
Le clergé basque a toujours eu de nombreux prêtres actifs et activistes qui s'impliquaient politiquement - un peu moins aujourd'hui - pour défendre leurs paroissiens. En Hegoalde, ils sont farouchement nationalistes. Le monastère d'Arantzazu est à l'origine du combat linguistique[réf. nécessaire].

#### Les églises
Les églises basques se distinguent par une disposition particulière et unique, le chœur et l'autel sont largement surélevés dans la nef et des galeries l'entourent. La particularité principale est que les hommes, qui se placent dans les galeries en hauteur, sont séparés des femmes qui se placent dans la nef. Si une partie de la messe est en erdara, la grande majorité des chants liturgiques sont toujours en basque, et toute la ferveur de la foi basque s'exprime quand, aux voix des femmes rassemblées dans la nef, se mêlent les voix puissantes des hommes groupés dans les galeries.

Dans les églises sans galerie, les hommes vont à droite et les femmes à gauche pour faire face à l'autel.

La raison d'une telle disposition se trouve dans la tradition du XVIe siècle où l'on enterrait les morts dans l'enceinte de l'église. Chaque maison possédait dans la nef un emplacement appelé jarkelu consistant en une dalle funéraire sur laquelle les femmes étaient chargées des rites. Lors des messes, les femmes avaient donc le privilège de s'installer, dans la nef, près des jarkelu tandis que les hommes s'installaient dans les galeries[réf. nécessaire].

#### Les cimetières
Il y a différents types de pierres tombales : la croix ou stèle discoïdale reste populaire dans les milieux ruraux, discoïdales avec des symboles solaires, IHS et Marie, le Lauburu et des virgules, des plaques-stèles et des symboles végétaux-arbres.

## Personnalités
- José Miguel de Barandiarán Ayerbe (1889-1991) : prêtre, chercheur et scientifique, auteur de nombreuses recherches en anthropologie, en linguistique, en archéologie et en ethnologie, il est considéré comme le patriarche de la culture basque.